# Dæktætningssæt
Et dæktætningssæt erstatter i mange nye biler reservehjulet. Et dæktætningssæt til en bil består normalt af et specielt dæktætningsmiddel, som oftest på basis af latex. Dæktætningsmidlet sprøjtes ind i det punkterede hjul med en trykflaske eller med en kompressor, som tilsluttes bilens cigarettænder. I begge tilfælde tjener kompressoren til at pumpe hjulet op.
Fordele for bilens fører:
- Hurtigere, nemmere og sikrere afhjælpning i vejkanten, da man ved hjælp af kompressor og tætningsmiddel kan forsegle og pumpe hjulet op på få minutter, uden at vente på vejhjælpstjenesten eller montere det store og tunge reservehjul.
- Kriterierne i bilindustrien er: En viderekørsel på 200 km skal være garanteret ved en hastighed på maks. 80 km/t. Dæktætningssæt, som leveres med en ny bil, opfylder dette kriterie.
- Mere plads i bagagerummet, da reservehjulet ikke længere er nødvendigt.
- Mindre vægt, hvilket reducerer bilens brændstofforbrug.